# عبد الكريم الماشطة
عبد الكريم عبد الرضا الحلي المعروف بـالماشطة (1881 - 3 سبتمبر 1959) مفكر عراقي وناشط في مجال السلام الدولي ومدافع عن حقوق الإنسان. كان عضوًا في مجلس السلم العالمي، ونال منه الوسام الذهبي تقديرًا لجهوده في دعم السلام.  وصفه رشيد الخيون بأنه من الشخصيات العراقية النادرة التي تجاوزت المحظورات الاجتماعية والدينية في العراق خلال الأربعينيات من القرن العشرين، من خلال نضاله من أجل السلام كعالم ديني. ويُعد من الشخصيات التنويرية البارزة على نحو يُقارن بـعبد الرحمن الكواكبي ومحمد عبده، ورفاعة الطهطاوي. تميزت آراؤه ودعوته للحرية والقانون بالجرأة الفكرية، لا سيما في سياق المجتمع العراقي والعشائري آنذاك، حيث كانت مفاهيم الديمقراطية جديدة وغير مألوفة.

## سيرته
وُلِد عبد الكريم عبد الرضا بن حسين بن محسن الحلي في الحلة عام 1881.  في بداياته لم يكن يعرف بـ«الماشطة» بل كان يوقع كتاباته بـ«الشيخ عبد الكريم رضا الحلي». تلقى تعليمه الأولي في الكتاتيب، ثم تابع دراسة العلوم الدينية الأساسية. انتقل إلى النجف في أوائل القرن العشرين لاستكمال تعليمه الحوزوي، حيث تأثر بأجواء الحراك الفكري آنذاك حول الدستور الإيراني المعروف بقضية المشروطة والمستبدة، وانضم إلى التيار الذي أيده محمد كاظم الخراساني الداعم للحركة الدستورية. بعد عودته إلى مسقط رأسه، عمل عبد الكريم الماشطة على التعليم والتأليف، ودرّس تلاميذ العلم حتى تشكّلت حوله منهجية خاصة للتعليم أُطلق عليها «طريقة الماشطة» في التنوير. ركّز في تدريسه على الفلسفة العربية الإسلامية وأجرى دراسات جديدة في هذا المجال، كما نشر عدداً من أبحاثه في مجلات محلية مثل مجلة «الفيحاء» لصاحبها عبد الرزاق الحسني. أصدر أيضًا مجلة باسم «العدل» صدرت منها نسخة واحدة كتبها بنفسه.
خلال الثورة العراقية عام 1920، ساهم الماشطة في الأنشطة المؤيدة للثورة، مما أدى إلى اعتقاله مؤقتًا على يد السلطات الانتداب البريطاني مع بعض أفراد أسرته قبل أن يُفرج عنهم. بعد ذلك، شارك في تأسيس فرع حزب الشعب العراقي في الحلة عام 1946، الذي كان يديره شقيقه عبد الوهاب. وفي خمسينات القرن العشرين، التحق الماشطة بـ«حركة أنصار السلام» بقيادة المحامي عزيز شريف، وكان من أوائل رجال الدين العراقيين الذين وقعوا على ميثاق السلم الأول. انتخب أيضًا عضوًا في المجلس الوطني للحركة في العراق عقب مؤتمرها الثاني في 15 نيسان/أبريل 1959، وشارك في عضوية مجلس السلام العالمي، حيث نال الوسام الذهبي بمناسبة الذكرى العاشرة لتأسيس المجلس تقديرًا لمساهماته.كان له دور بارز في حركة سلام في العراق، إذ يُعد أول رجل دين في العراق يوقع على بنود نداء ستكهولم. 
خاض الانتخابات النيابية عام 1954 ضمن تحالفات الجبهة الوطنية العراقية، وتعرض لإجراءات تضييقية واعتقال مؤقت في حزيران/يونيو، إلا أن القاضي رد الدعوى وبرأ الماشطة فأُفرج عنه. لم ينجح في الفوز بتلك الانتخابات. عند إنشاء الاتحاد الوطني في شباط/فبراير 1957، ساهم الماشطة في تأسيس فرعه المحلي في الحلة. وبعد الإطاحة بالنظام الملكي في العراق عام 1958، كتب عددًا من المقالات المؤيدة للجمهورية في الصحف البغدادية. وكان من بين المؤسسين لـ«جماعة علماء الدين الأحرار»، وقد وُجهت إليه تهم تتعلق بالشيوعية.
توفي عبد الكريم الماشطة في أحد مستشفيات بغداد بتاريخ 3 أيلول/سبتمبر 1959، ونُقل جثمانه إلى الحلة ومنها شيع إلى مثواه الأخير في النجف.
في عام 2007، أصدر الباحث السياسي العراقي أحمد ناجي كتابًا بعنوان «الشيخ عبد الكريم الماشطة: أحد رواد التنوير في العراق» تناول فيه سيرته ودوره الفكري والسياسي. 

## مؤلفاته
كتب الماشطة أكثر من كتاب بخط يده مقارنة بما طبع، ومن مؤلفاته المطبوعة:
- «الأحكام الجعفرية في الأصول الشخصية» الذي صدر في طبعتين سنة 1947 في القاهرة.
- «الشيوعية لا تتصادم مع الدين ولا مع القومية العربية» طُبع في الناصرية، ويُرجح أنه صدر عام 1959.